# Rowan McKellar
Rowan McKellar (Glasgow, 24 de maio de 1994) é uma remadora britânica.

## Carreira
Ela ganhou uma medalha de prata no oito no Campeonato Europeu de Remo de 2019. Em 2021, ela ganhou uma medalha de bronze europeia no quatro sem timoneiro em Varese, Itália. McKellar competiu no quatro sem timoneiro nos Jogos Olímpicos de Tóquio em 2020. Ela ganhou uma medalha de ouro no quatro sem timoneiro no Campeonato Europeu de Remo de 2022 e no Campeonato Mundial de Remo de 2022.
Nos Jogos Olímpicos de Verão de 2024, em Paris, conquistou a medalha de bronze na competição de oito com feminino, ao lado de Annie Campbell-Orde, Holly Dunford, Emily Ford, Lauren Irwin, Heidi Long, Eve Stewart, Harriet Taylor e Henry Fieldman com o tempo de 5:59.51.